# Charles Rappoport
Charles Rappoport, född 14 juni 1865 i Dūkštas, död 17 november 1941 Cahors, var en fransk militant kommunist, journalist och författare. Han publicerade bland annat en bok om den socialistiske politikern Jean Jaurès som mördades 1914.